# Technika Moellera
Technika Moellera (metoda Moellera) – opracowany przez Sanforda Moellera technika gry przy pomocy pałeczki na instrumentach perkusyjnych. Opisana przez Moellera w książce The Art of Snare Drumming, spopularyzowana przez jednego z jego uczniów - Jima Chapin.
Celem stosowania techniki Moellera jest zwiększenie szybkości, mocy i precyzji gry, przy równoczesnym zminimalizowaniu ilości siły i wysiłku fizycznego związanego z grą, oraz zapewnieniu jak największej relaksacji rąk.
Istnieje wiele wariantów gry techniką Moellera, jednak wszystkich ich punktem wspólnym jest efektywne wykorzystanie zjawiska grawitacji oraz przypominający "uderzenie biczem" ruch ręki i podążającej za nią pałeczki.

## Podstawy techniki Moellera
- Pałeczka musi trzymana być luźno i lekko w punkcie balansu - Chapin porównuje trzymanie pałeczki do trzymania w dłoni żywego ptaka - zbyt luźny uchwyt sprawi, że ptak ucieknie, chwyt zbyt mocny udusi go.
- W momencie uderzenia w bęben/talerz pałeczka powinna się odbić, po odbiciu siła grawitacji sprawia, że "samoistnie" uderza ona po raz drugi